# Krásná Lípa (ort i Tjeckien, Ústí nad Labem)
Krásná Lípa är en stad i Tjeckien (Schönlinde på tyska).  Den ligger i distriktet Okres Děčín och regionen Ústí nad Labem, i den norra delen av landet, 90 km norr om huvudstaden Prag. Krásná Lípa ligger 428 meter över havet och antalet invånare är 3 666.
Terrängen runt Krásná Lípa är platt åt nordväst, men åt sydost är den kuperad. Runt Krásná Lípa är det ganska glesbefolkat, med 48 invånare per kvadratkilometer. Närmaste större samhälle är Rumburk, 5,4 km nordost om Krásná Lípa. I omgivningarna runt Krásná Lípa växer i huvudsak blandskog.